# Spanje op de Olympische Zomerspelen 1968
Spanje nam deel aan de Olympische Zomerspelen 1968 in Mexico-Stad, Mexico. Net als vier jaar eerder won het geen enkele medaille.

## Resultaten en deelnemers per onderdeel

### Basketbal

#### Mannentoernooi
- Selectie
  - Clifford Luyk
  - Emiliano Rodríguez
  - Francesc Buscató
  - Vicente Ramos
  - Lorenzo Alocen
  - Enric Margall
  - Antonio Nava
  - José Luis Sagi-Vela
  - Alfonso Martínez
  - Jesús Codina
  - Juan Antonio Martínez Arroyo
  - Luis Carlos Santiago Zabaleta

### Waterpolo

#### Mannentoernooi
- Voorronde (Groep A)
  - Verloor van West-Duitsland (3:5)
  - Verloor van Verenigde Staten (7:10)
  - Verloor van Hongarije (1:7)
  - Verloor van Sovjet-Unie (0:5)
  - Gelijk tegen Brazilië (6:6)
  - Verloor van Cuba (3:4)
- Kwalificatiewedstrijden
  - 9e/12e plaats: Versloeg Japan (5:0)
  - 9e/10e plaats: Versloeg West-Duitsland (7:5) → Negende plaats
- Selectie
  - Agustin Codera
  - Fermin Mas
  - Jorge Borell
  - José Padros
  - Juan Jane
  - Juan Rubio
  - Luis Bestit
  - Luis Meya
  - Manuel Ibern
  - Santiago Zubicoa
  - Vicente Brugat

Afghanistan · Algerije · Amerikaanse Maagdeneilanden · Argentinië · Australië · Bahama's · Barbados · België · Bermuda · Birma · Bolivia · Bondsrepubliek Duitsland · Brazilië · Brits-Honduras · Bulgarije · Canada · Centraal-Afrikaanse Republiek · Ceylon · Chili · Colombia · Congo-Kinshasa · Costa Rica · Cuba · Denemarken · Dominicaanse Republiek · Duitse Democratische Republiek · Ecuador · El Salvador · Ethiopië · Fiji · Filipijnen · Finland · Frankrijk · Ghana · Griekenland · Groot-Brittannië · Guatemala · Guinee · Guyana · Honduras · Hongarije · Hongkong · Ierland · IJsland · India · Indonesië · Irak · Iran · Israël · Italië · Ivoorkust · Jamaica · Japan · Joegoslavië · Kameroen · Kenia · Koeweit · Libanon · Libië · Liechtenstein · Luxemburg · Madagaskar · Maleisië · Mali · Malta · Marokko · Mexico · Monaco · Mongolië · Nederland · Nederlandse Antillen · Nicaragua · Nieuw-Zeeland · Niger · Nigeria · Noorwegen · Oeganda · Oostenrijk · Pakistan · Panama · Paraguay · Peru · Polen · Portugal · Puerto Rico · Roemenië · San Marino · Senegal · Sierra Leone · Singapore · Soedan · Sovjet-Unie · Spanje · Suriname · Syrië · Taiwan · Tanzania · Thailand · Trinidad en Tobago · Tunesië · Turkije · Tsjaad · Tsjecho-Slowakije · Uruguay · Venezuela · Verenigde Arabische Republiek · Verenigde Staten · Vietnam · Zambia · Zuid-Korea · Zweden · Zwitserland